# 王威晨
王威晨（1991年7月3日—），為台灣棒球選手，目前效力於中華職棒中信兄弟，並擔任隊長，守備位置為內野手，以三壘手為主。

## 早年
王威晨出生於臺北市，為前兄弟象棒球選手王光輝之子，有花蓮縣阿美族背景。
2007年參與第五屆東高盃全國青棒錦標賽，獲得功勞獎。
2009年參與第二屆台灣盃高中棒球錦標賽，獲得最佳內野手殊榮。

## 職棒生涯
2015年選秀會中被中信兄弟以第13指名選走，簽約金30萬元，外加30萬激勵獎金。
2016年4月26日於嘉義市立棒球場對上Lamigo桃猿的比賽，第七局首次於一軍替補上場，與父親王光輝成為台灣職棒史上第一對在一軍出賽的父子檔。而在二軍打出超水準成績的王威晨，2017年8月下旬升上一軍後，取得常駐先發的機會，經常擔任開路先鋒的工作。
2016年4月29日於新竹棒球場與統一7-ELEVEn獅的比賽中，九局上代打敲出左外野深遠三壘安打，為中職首安，讓隊友周思齊請了一個星期的咖啡。
2017年8月27日於洲際球場對戰富邦悍將，七局下達成個人職棒生涯首次盜壘成功。
2017年9月6日於斗六棒球場面對富邦悍將，單場三支安打的表現，獲得生涯首次單場MVP。
2017年9月17日於新莊棒球場面對Lamigo桃猿，打出連父親王光輝都未曾達到過的「單場六分打點」，追平隊史本土選手紀錄，並獲選單場MVP。
於2017年亞洲冬季棒球聯盟中出賽19場，擊出27支安打，打擊三圍是0.397、0.512、0.544，其中打擊率和上壘率均為大會最佳，教練團相當肯定表現，被特別票選為中職聯隊的MVP，獎金一萬五千元。
2018年4月5日於新莊球場對戰富邦悍將，九局上達成本季第四次盜壘成功，同時也是中信兄弟隊史2500次盜壘成功。
2018年9月13日於洲際球場對戰統一獅，七局下達成本季第四十次盜壘成功，同時也達成中職第八位單季40盜的選手。
2018年頒獎典禮：以上下半季各22盜，總和44盜，榮獲盜壘王，也是中職生涯第1個個人獎項。
2019年8月18日於桃園國際棒球場對戰Lamigo桃猿隊，七局上達成個人生涯300安。
2019年9月4日，於桃園國際棒球場對戰Lamigo桃猿隊，四局上面對先發投手尼克斯擊出個人職棒生涯的首轟*
2019年10月12日，在台灣大賽第一戰於桃園國際棒球場對戰Lamigo桃猿隊，六局上面對先發投手李茲擊出職棒生涯在總冠軍賽的首轟。
2019年11月16日，在2019年世界棒球12強賽對澳洲隊的比賽中，三局下敲出安打為中華隊首開紀錄，七局下也在一三壘有人的局面敲出安打為中華隊超前比數，獲得單場MVP。最後也被選為賽會最佳三壘手。
2020年5月30日於新莊球場對戰富邦悍將，首局面對先發投手伍鐸手中敲出安打，以28場比賽累積50安，速度超越前輩「恰恰」。
2020年6月21日於洲際球場對戰樂天桃猿隊，達成生涯四百安紀錄。
2020年10月14日於新莊球場對戰富邦悍將，四局上半面對先發投手羅力手中敲出游擊方向平飛安打，達成職棒生涯第500安。
2021年7月28日於台南市立棒球場對戰統一7-11獅隊，五局上半面對中繼投手潘威倫擊出左外野平飛安打，隨後嘗試盜壘成功，達成生涯百盜紀錄。
2021年8月27日於台南市立棒球場對戰統一7-11獅隊，六局上半面對先發投手布雷克敲出中間方向平飛安打，達成生涯六百安紀錄。
2021年頒獎典禮：以159支安打，榮獲安打王，也是中職生涯第1個打擊獎項。
2022年5月19日於台南市立棒球場對戰統一7-11獅隊，九局上半面對後援投手施子謙敲出中間方向穿越安打，達成生涯七百安紀錄。
2023年6月21日於洲際球場對戰統一7-11獅隊，六局下半面對後援投手傅剛敲出生涯首支滿貫全壘打。
2023年8月11日於洲際球場對戰味全龍隊，十二局下半面對後援投手羅華韋敲出生涯首支再見安打。
2025年4月5日於洲際棒球場對戰統一獅隊，十局下半面對後援投手邱浩鈞敲出再見安打，同時也達成生涯第1000安。同日味全龍隊的朱育賢亦達成生涯千安，為聯盟史上首次單日兩人達成生涯千安。

## 經歷
- 臺北市士林區福林國小少棒隊
- 臺北市重慶國中青少棒隊
- 臺北縣穀保家商青棒隊
- 輔仁大學棒球隊（泰安產險）
- 中華職棒兄弟二軍借將（2009年、2010年）
- 輔仁大學棒球隊（泰安產險）
- 國訓中心棒球隊（2013年9月－2014年8月）
- 爆米花夏季聯盟全球人壽國訓隊（2014年5月24日－8月）
- 台中威達棒球隊（2014年9月－2015年8月）
- 中華職棒中信兄弟隊（2015年8月15日－）

## 成棒國手經歷
- 2019年世界棒球12強賽中華隊
- 2023年世界棒球經典賽中華隊

## 職棒生涯成績
- (粗黑體字為該年度最佳或最高成績）

| 年度 | 球隊     | 出賽 | 打數 | 安打 | 全壘打 | 打點 | 得分 | 盜壘 | 四死 | 被三振 | 壘打數 | 雙殺打 | 打擊率 | 上壘率 | 長打率 | 整體攻擊指數 |
| ---- | -------- | ---- | ---- | ---- | ------ | ---- | ---- | ---- | ---- | ------ | ------ | ------ | ------ | ------ | ------ | ------------ |
| 2016 | 中信兄弟 | 6    | 12   | 1    | 0      | 0    | 0    | 0    | 0    | 5      | 3      | 1      | 0.083  | 0.083  | 0.250  | 0.333        |
| 2017 | 中信兄弟 | 26   | 100  | 28   | 0      | 16   | 13   | 4    | 10   | 27     | 36     | 1      | 0.280  | 0.339  | 0.360  | 0.699        |
| 2018 | 中信兄弟 | 118  | 489  | 164  | 0      | 42   | 74   | 44   | 47   | 64     | 189    | 8      | 0.335  | 0.393  | 0.387  | 0.780        |
| 2019 | 中信兄弟 | 115  | 451  | 143  | 1      | 45   | 64   | 27   | 27   | 52     | 167    | 6      | 0.317  | 0.351  | 0.370  | 0.721        |
| 2020 | 中信兄弟 | 120  | 501  | 170  | 4      | 47   | 90   | 17   | 42   | 60     | 217    | 6      | 0.339  | 0.388  | 0.433  | 0.821        |
| 2021 | 中信兄弟 | 113  | 492  | 159  | 1      | 34   | 74   | 21   | 36   | 56     | 174    | 6      | 0.323  | 0.368  | 0.354  | 0.722        |
| 2022 | 中信兄弟 | 105  | 420  | 132  | 0      | 38   | 59   | 11   | 23   | 46     | 151    | 11     | 0.314  | 0.346  | 0.360  | 0.706        |
| 2023 | 中信兄弟 | 104  | 426  | 116  | 2      | 44   | 49   | 13   | 22   | 41     | 133    | 9      | 0.272  | 0.305  | 0.312  | 0.617        |
| 2024 | 中信兄弟 | 75   | 269  | 80   | 3      | 34   | 33   | 8    | 27   | 26     | 112    | 2      | 0.297  | 0.360  | 0.416  | 0.776        |
| 合計 | 9年      | 782  | 3160 | 993  | 11     | 300  | 456  | 145  | 234  | 377    | 1182   | 50     | 0.314  | 0.359  | 0.374  | 0.733        |

## 外部連結
- 王威晨在台灣棒球維基館上的頁面（繁體中文）
- 王威晨在美國職棒官網（英语）
- 王威晨在中華職棒官網
- 王威晨在Baseball-Reference.com（小聯盟以及海外聯盟）（英语）
- 王威晨在Global Sports Archive（英语）
- 王威晨的Facebook專頁
- 王威晨的Instagram帳戶

| 獎項          | 獎項                                       | 獎項          |
| ------------- | ------------------------------------------ | ------------- |
| 前任： 王勝偉 | 中華職棒盜壘王 2018-2019年                 | 繼任： 陳晨威 |
| 前任： 陳傑憲 | 中華職棒安打王 2021年                      | 繼任： 林立   |
| 前任： 林立   | 中華職棒最佳十人獎（三壘手） 2020年-2022年 | 繼任： 梁家榮 |
| 前任： 郭阜林 | 中華職棒金手套獎（三壘手） 2019年–2023年   | 繼任： 劉基鴻 |